# Christian Borromeo
Christian Borromeo (17 de noviembre de 1957) es un actor de cine italiano, conocido sobre todo por su participación en las películas La casa sperduta nel parco (1980) de  Ruggero Deodato y Tenebrae (1982) de Dario Argento.

## Filmografía (cine)
- Lezioni di violoncello con toccata e fuga (1976)
- Quella strana voglia d'amare (1977)
- Ritratto di borghesia in nero (1978)
- Pensione amore servizio completo (1979)
- Il porno shop della settima strada (1979)
- Tranquille donne di campagna (1980)
- La casa sperduta nel parco (1980)
- Estigma (1980)
- Caligola - La storia mai raccontata (1982)
- Tenebrae (1982)
- Murderock - Uccide a passo di danza (1984)
- Senza vergogna (1986)
- Ehrengard (1986)
- Intervista (1987)
- 28º minuto (1991)

## Filmografía (TV)
- Giorno segreto (1978)
- L'agente segreto (1978)
- Racconto d'autunno (1980)
- Lulù (1980)
- Voglia di volare (1984)
- Domani (1986)
- Inquietudine (1997)